# Warrap

Delstatens läge i Sydsudan.

Warrap (arabiska: واراب, Warab), är en av Sydsudans 10 delstater. Folkmängden uppgick till 920 045 invånare vid folkräkningen 2008 på en yta av 35 020 kvadratkilometer. Den administrativa huvudorten är Kuajok. Den tidigare huvudorten var Warrap. Nyandeng Malek Deliech är guvernör i delstaten.

## Administrativ indelning
Delstaten är indelad i sex län (county): 
- Gogrial East
- Gogrial West
- Tonj East
- Tonj North
- Tonj South
- Twic

Innan Sydsudans självständighet ingick även länet Abyei i Warrap, men området är för närvarande (2011) omstritt, då båda länderna gör anspråk på detta.